# Breitkopfmäuse
Die Breitkopfmäuse (Zelotomys) sind eine Nagetiergattung aus der Gruppe der Altweltmäuse (Murinae). Die Gattung umfasst zwei Arten. 
Breitkopfmäuse erreichen eine Kopfrumpflänge von 10 bis 14 Zentimetern, eine Schwanzlänge von 8 bis 12 Zentimetern und ein Gewicht von 40 bis 85 Gramm. Ihr Fell ist an der Oberseite rötlichbraun bis dunkelgrau gefärbt, die Flanken sind etwas heller, die Unterseite ist weißlich bis hellgrau. Auch die Hände und Füße sind weißlich-grau, die kurzen, borstenartigen Haare am Schwanz haben ebenfalls diese Färbung. Namensgebendes Merkmal ist der leicht verbreiterte Schädel.
Diese Nagetiere sind im mittleren und südlichen Afrika beheimatet, ihr Verbreitungsgebiet erstreckt sich von der Zentralafrikanischen Republik und Kenia bis Südafrika. Ihr Lebensraum sind feuchte, grasbestandene Gebiete. Sie sind nachtaktiv und leben am Boden, ihre Nahrung dürfte aus Samen und Insekten bestehen.
Die zwei Arten sind:
- Hildegarde-Breitkopfmaus (Zelotomys hildegardeae), die von Zentralafrika bis Sambia verbreitet ist, und
- Woosnam-Breitkopfmaus (Zelotomys woosnami), die von Angola bis Südafrika vorkommt.

Keine der beiden Arten ist laut IUCN gefährdet.
Systematisch sind sie Teil der Colomys-Gattungsgruppe.